# Axel Stordahl
Axel Stordahl (eigentlich Odd Stordahl; * 8. August 1913 auf Staten Island, New York; † 30. August 1963 in Encino, Kalifornien) war ein US-amerikanischer Trompeter, Arrangeur und Bandleader, der vor allem durch seine jahrelange Zusammenarbeit mit dem jungen Frank Sinatra bekannt wurde.

## Leben
Stordahl, Sohn norwegischer Einwanderer, begann seine Laufbahn in den 1930er Jahren als Trompeter und Arrangeur in verschiedenen kleineren Orchestern, bevor er 1935 von Tommy Dorsey verpflichtet wurde, der ihn bald zu seinem wichtigsten Arrangeur machte. Besonders gut passten seine Charts zur Stimme von Frank Sinatra, der im Januar 1940 als Sänger zu Dorsey stieß und wenige Monate später mit dem von Stordahl arrangierten I'll Never Smile Again seinen ersten Nummer–1-Hit hatte.
Im Januar 1942 arrangierte Stordahl Sinatras erste Soloaufnahmen (vier Stücke, die auf dem RCA-Sublabel Bluebird herauskamen), und als Sinatra sieben Monate später die Dorsey-Band verließ, um seine Solokarriere zu starten, ging Stordahl mit ihm. Von den knapp 300 Aufnahmen, die Sinatra 1943–1952 für Columbia machte, waren etwa drei Viertel von Stordahl arrangiert; dazu gehört auch Sinatras erstes Konzeptalbum The Voice Of Frank Sinatra(1946). Außerdem arbeitete er in den 1940er Jahren als Arrangeur und Orchesterleiter in vielen hundert Sinatra-Radioshows, in einigen von Sinatras ersten Musikfilmen sowie in Sinatras erster eigener Fernsehshow (1950–1952).
Stordahl war einer der ersten Arrangeure, die ihre Arrangements ganz auf einen bestimmten Vokalisten zuschnitten, und seine streichergesättigten, von zurückhaltendem Rhythmus geprägten Orchestrierungen waren die Grundlage für jenen romantischen Sound, mit denen Sinatra in den vierziger Jahren Furore machte und zum Weltstar wurde. Sinatras späterer Wegbegleiter Don Costa fasste es mit den Worten zusammen, Stordahl habe „den Pop-Song in die moderne Musikgeschichte“ hineingebracht.
Stordahl komponierte auch selbst eine Reihe von Songs, von denen Day By Day der bekannteste sein dürfte.
Als Sinatra 1953 zu Capitol wechselte, übernahm Stordahl nochmals die Orchesterbegleitung bei der ersten Session Anfang April, bevor sich Sinatra dann Ende April mit Nelson Riddle zusammentat. Stordahl, der 1951 die Sängerin June Hutton geheiratet hatte, arbeitete unterdessen außer für seine Frau unter anderem für Bing Crosby, Dean Martin, Dinah Shore, Peggy Lee und Doris Day. Daneben veröffentlichte er auch einige Instrumentalalben unter eigenem Namen.
Als Sinatra ihn im Herbst 1961 für sein letztes Capitol-Album Point Of No Return nochmals als Arrangeur verpflichtete, war Stordahl bereits unheilbar an Krebs erkrankt. Knapp zwei Jahre später erlag er im Alter von 50 Jahren seiner Krankheit.

## Diskographie

### Alben unter eigenem Namen
- The Lure Of The Blue Mediterranean (Decca, 1959)
- Jasmin And Jade (Dot, 1960)
- The Magic Islands Revisited (Decca, 1961)
- Guitars Around The World (Decca, 1963)

### Alben mit Frank Sinatra
- The Voice Of Frank Sinatra (Columbia, erschienen 1946)
- Songs By Sinatra (Columbia, 1947)
- Christmas Songs By Sinatra (Columbia, 1948)
- Frankly Sentimental (Columbia, 1949)
- Dedicated To You (Columbia, 1950)
- Point Of No Return (Capitol, 1962)